# 圣母圣衣朝圣地 (索伦托)
40°37′35″N 14°22′36″E / 40.626494°N 14.376666°E

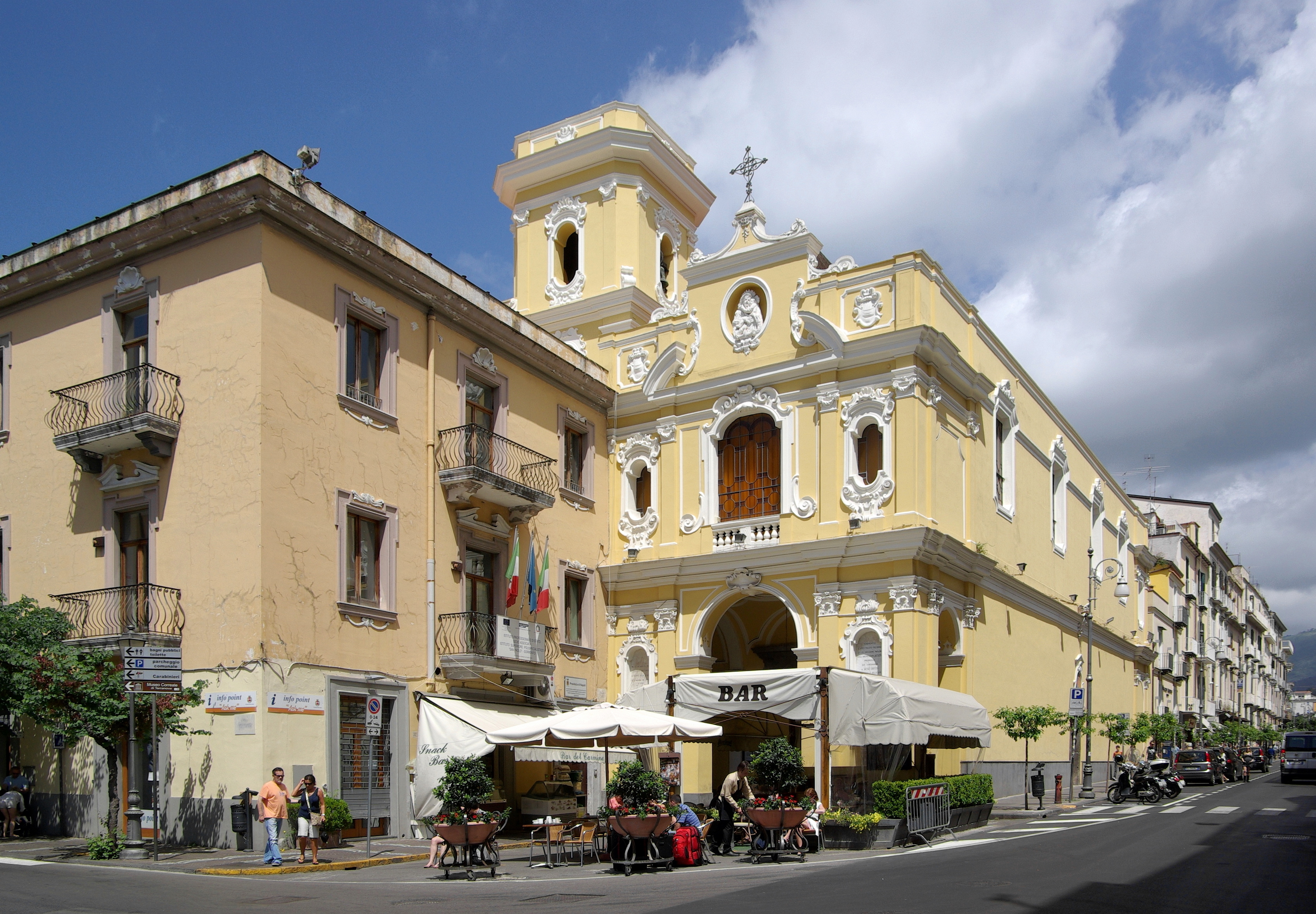

圣母圣衣朝圣地（Santuario della Madonna del Carmine）是一座罗马天主教教堂，位于意大利南部坎帕尼亚大区城市索伦托的老城区，始建于第二世纪，重建于16世纪。

## 历史

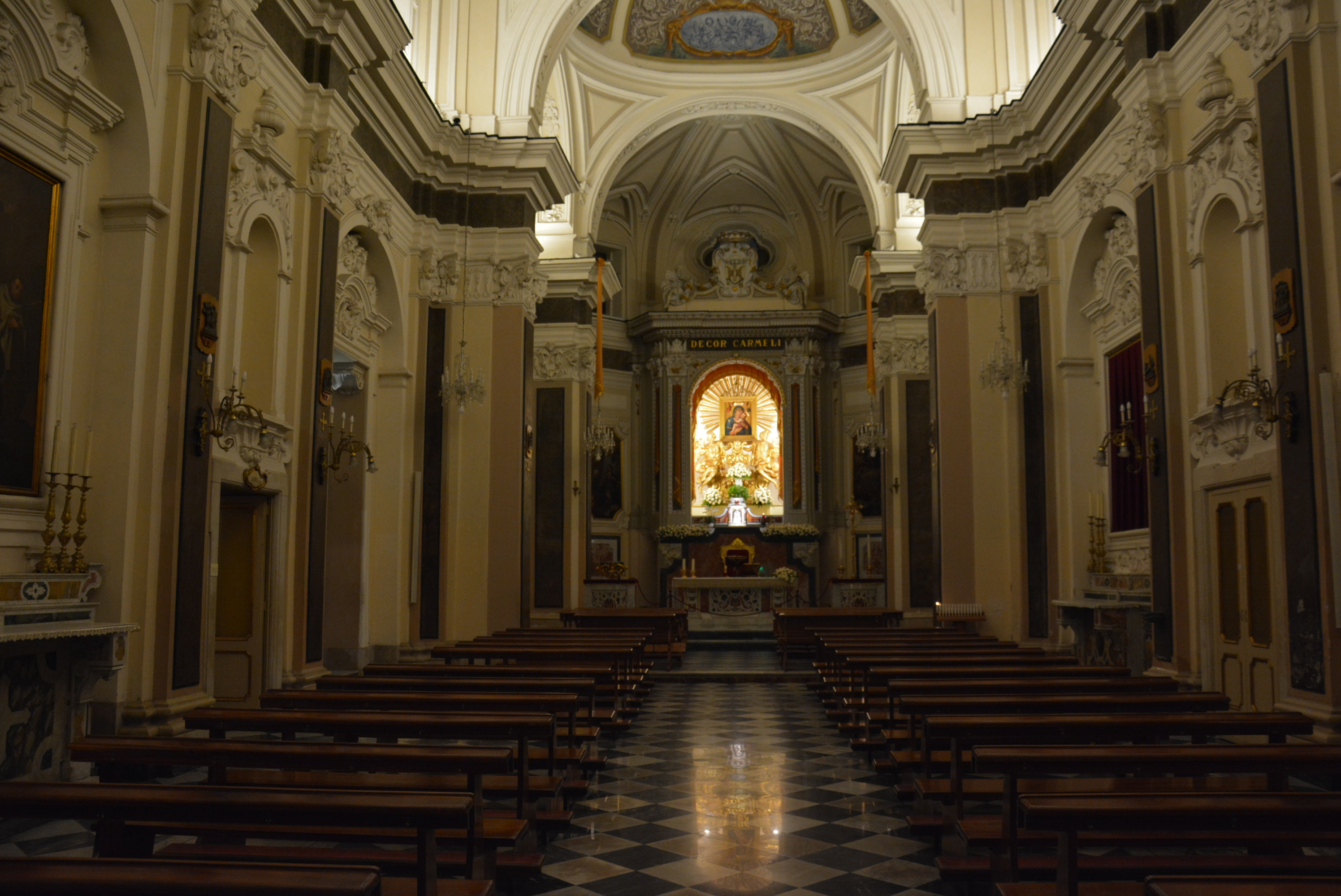
内部

该堂最初建于第二世纪,13名基督徒在异教庙宇处被杀。在16世纪，来自那不勒斯圣母圣衣圣殿的加尔默罗会神父在此重建巴洛克风格的新堂，1572年完成。
拿破仑抵达那不勒斯后，驱逐了加尔默罗会，该堂收归国有。1816年捐赠给索伦托镇。1866年，在此填埋河谷兴建广场，使此处由城门外的偏僻之地变为中心区。1936年重归加尔默罗会。 

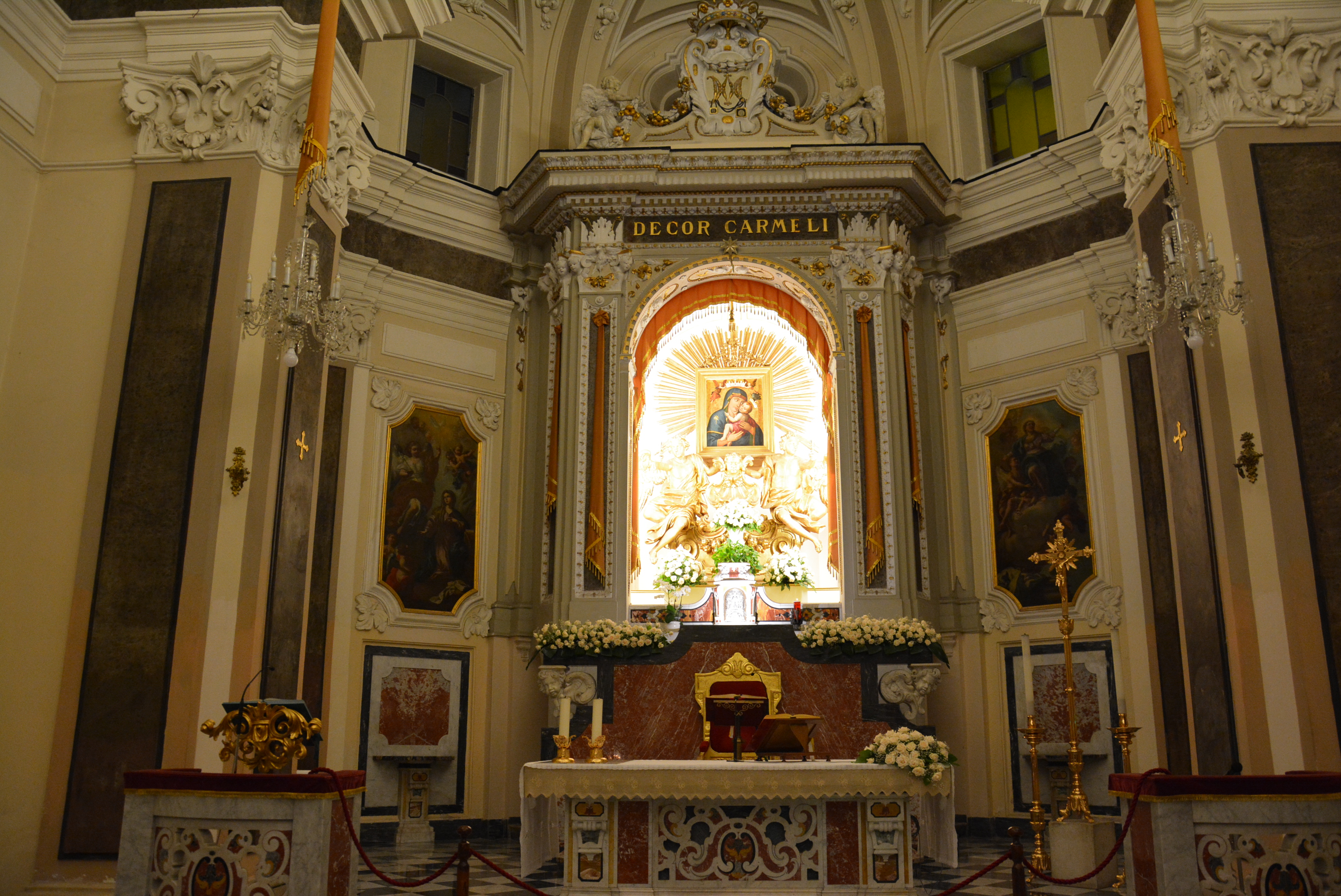
正祭台